# Улица Лайпу
Улица Ла́йпу (латыш. Laipu iela, Мостковая улица) — улица в Риге, в историческом районе Старый город, от улицы Шкюню до улицы Мейстару. Длина улицы — 72 метра.

## История
Появилась в XIII веке. В 1258 году на улице был основан францисканский монастырь. Улица вела от нынешней улицы Шкюню к небольшим воротам (Монашеским или Францисканским) в городской крепостной стене в конце улицы. Первоначальное название Стеку (Steku), в 1923 году переименована в Лайпу.

## Достопримечательности
На улице расположен комплекс домов XIII—XX веков с остатками францисканского монастыря и церкви Катринас (д. 8, перестроен в 1869 году архитектором Карлом Фельско), комплекс жилых домов XIII—XIX веков (д. 9) — памятники архитектуры республиканского значения.
В 1960-е годы во дворе одного из домов по улице на стене была обнаружена фреска, изображающая два позднеготических стрельчатых окна, и вскрыта часть стрельчатого проёма в стене Малой гильдии, являющиеся, повидимому, частью монастырских сооружений.
- д. 1 — Жилой дом с магазинами (1903, архитектор Вильгельм Бокслаф). Сохранился фрагмент треугольного венчания портала с барельефом «Христос» на фасаде (1616)[3] — памятник искусства республиканского значения.
- д. 2/4 — Жилой дом с магазинами (1908, архитектор Вильгельм Нейман).
- д. 3 — Жилой дом (XVIII век, перестроен в 1874 году архитектором Германисом Гейденмиллерсом, перестроен в 1906 году архитектором Константином Пекшеном).
- д. 5 — Жилой дом (1560, перестроен в 1760 году, затем в 1873 году архитектором Виктором де Грабе). В доме проживал старейшина братства стекольщиков. Сохранился геральдический барельеф с ангелом.
- д. 6 — Жилой дом (1679, перестроен в 1898 году архитектором Генрихом Девендруссом).
- д. 7 — Жилой дом (XVII век, перестроен во второй половине XIX века).
- д. 8а — склады (XVII—XVIII века, отремонтированы в 1960 году по проекту архитектора Гуннара Янссонса, в 2003 году по проекту архитектора Артура Лиепинша).
- д. 10 — здание построено в 1669 году, перестроено в 1896 году архитектором Эдмундом фон Тромповскисом (жилой дом).